# مخطمة جذابة
مخطمة جذابة (الاسم العلمي:†Rhynchonella pretiosa) هي نوع منقرض من عضديات الأرجل تتبع جنس المخطمة من فصيلة المخطمات.